# 梅洛里亞海戰
梅洛里亞海戰（1284年8月4日）在第勒尼安海的梅洛里亞小島發生，是典型的中世紀海戰。戰後，比薩共和國永遠從海權強國的名單中除名。熱那亞共和國則取得薩丁尼亞、科西嘉島的主權。

## 背景
比薩共和國與熱那亞共和國之間的敵對關係存在已久，最後終因對薩丁尼亞、科西嘉島的主權爭議而開打。
1282至1284年，三年間兩國衝突不斷，且情況對比薩越來越不利。比薩雖然與加泰隆尼亞、威尼斯共和國聯手對抗熱那亞，並選擇了威尼斯籍的Alberto Morosini擔任總督（podesta），情勢仍然無法逆轉。
熱那亞艦隊陣容較龐大、精良，並傾其全力對抗比薩。比薩艦隊代表的也是整個城邦的力量，並搭載了全城邦的所有高官權貴、世家名門。當熱那亞艦隊抵達梅洛里亞島時，比薩艦隊正停泊在阿爾諾河口的比薩港（Porto Pisano）。

## 戰爭經過
熱那亞人想把敵人引入己方的陣容的，促成決定性的勝利。他們把艦隊分成兩個平行的一字陣型。第一列由58艘槳戰船和8艘panfili組成；海軍上將Oberto Doria在中間最前線。右翼由Spinola、Castello、Piazzalunga、Macagnana、以及San Lorenzo家族組成；左翼由Dorias、Porta、Soziglia、Porta Nuova、Il Borgo家族組成。
第二列是由海軍上將Benedetto Zaccaria領導的20艘槳戰船，配置在第一列後方很遠，以致比薩艦隊無法辨認這列艦隊到底是戰船還是補給船。等到比薩艦隊駛近，這列艦隊就將發揮它決定性的作用。
比薩艦隊由總督Alberto Morosini以及海軍上尉Ugolino della Gherardesca和Andreotto Saraceno帶領，總計58艘，不分隊。據說總主教為此艦隊祝福時，總主教杖上的銀色十字架忽然掉落。但比薩人對此凶兆不予理會，並不敬地回應：「只要掌握風向，我們根本不需要神的幫助。」
比薩艦隊採用中世紀海戰傳統的方式──船艦間並列前進，衝擊敵艦、登船作戰──進攻熱那亞的第一列艦隊。Zaccaria帶領的第二列艦隊切入比薩艦隊的側翼，幾乎將其全數殲滅；Ugolino上尉帶著僅存的幾艘船艦逃脫，而總督Morosini則被俘。

## 後果
當時比薩也受到佛羅倫斯和盧卡攻擊。兩年後，熱那亞佔領並填平了比薩港（Porto Pisano）。從此，比薩無法從戰敗的災難中復原，失去原來在地中海托斯卡納海域的海權強國身分，國力快速衰亡，最終於1406年被佛羅倫斯征服。如但丁在《神曲》地獄篇第32章所寫，Ugolino後來兒孫相繼餓死。另一位有名的戰俘是後來和马可·波罗共著《馬可波羅遊記》的魯斯蒂謙。